# Aire (elemento)

Cálido y húmedo, el símbolo alquímico para el aire es un triángulo apuntando hacia arriba, biseccionado por una línea horizontal.

El elemento aire (en griego ἀήρ, ἀέρος; aér, aéros), junto con el fuego, la tierra y el agua, es uno de los cuatro elementos de las cosmogonías tradicionales en Occidente y Oriente. Está presente en todas las religiones y sus rituales, en la filosofía esotérica, en la alquimia y en la astrología.
Se considera «activo y masculino», al igual que el elemento fuego, frente la tierra y agua, «pasivos y femeninos».

## Origen cosmogónico y simbolismo general
Algunas cosmogonías proponen al fuego como origen de todas las cosas pero es más generalizada la creencia de que fue el aire el elemento de partida. Su concentración produce ignición de la que derivan todas las formas de vida.
El aire se relaciona esencialmente con tres factores: el «hálito vital creador» (simbolizado en la palabra), el «viento de la tempestad», que muchas mitologías vinculan a la idea de creación; y, tercero, el «espacio», como ámbito de movimiento y de producción de procesos vitales.
En el simbolismo elemental se asocian al aire: la luz, el vuelo, la ligereza, el perfume, el olor. El francés Gaston Bachelard, citando a Nietzsche reescribía que «el aire es una especie de materia superada, adelgazada, como la materia misma de nuestra libertad».

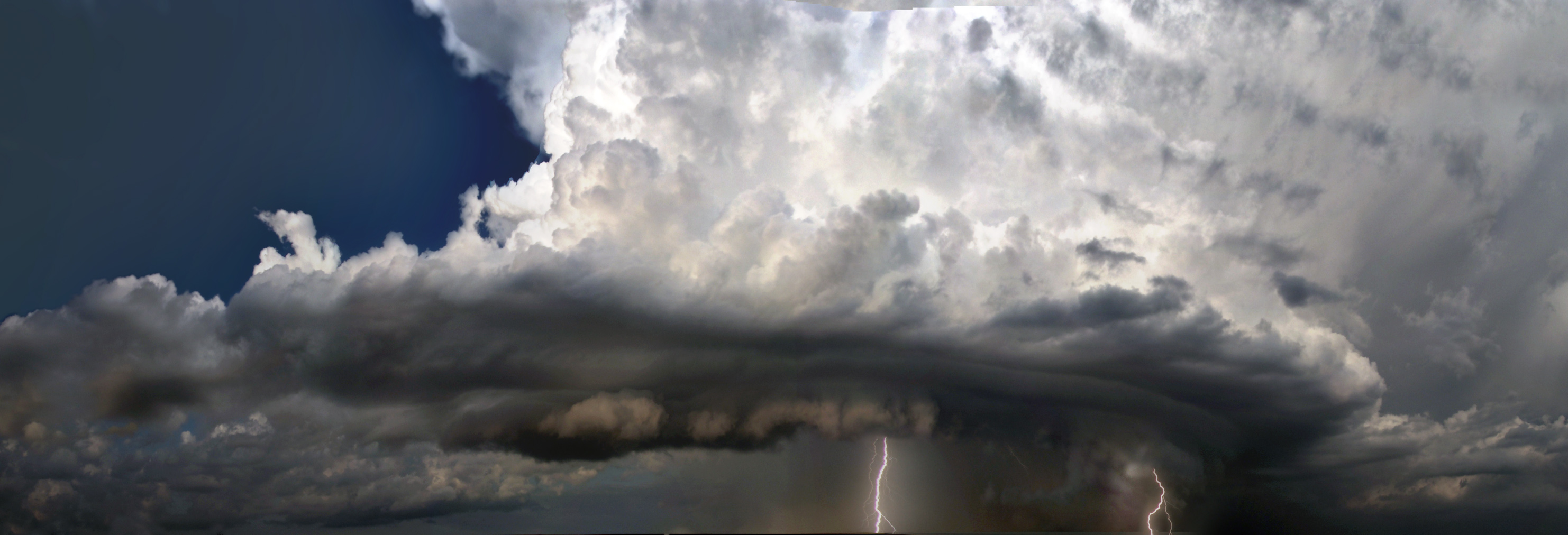
Tempestad, fenómeno asociado en diversas mitologías con la creación.

## El aire en la iconografía cristiana
Tomando algunos aspectos iconográficos de la cábala, el cristianismo identifica el elemento aire con el arcángel Rafael y el evangelista San Mateo (con su animal simbólico de aire: el alado).